# Juliane Ebner
Juliane Ebner (* 1970 in Stralsund) ist eine deutsche Künstlerin und Filmemacherin.

## Leben und Ausbildung
Juliane Ebner ist aufgewachsen in Stralsund und auf der Insel Rügen. Sie studierte Kirchenmusik in Halberstadt und Dresden (Examen), später Freie Kunst an der Muthesius Kunsthochschule in Kiel (Diplom). Sie ist Mutter dreier Kinder und lebt und arbeitet in Berlin sowie auf Rügen und erhielt zahlreiche internationale Auszeichnungen neben der Goldenen Lola. Juliane Ebner ist Mitglied der Deutschen Filmakademie und des Deutschen Künstlerbundes.

## Künstlerische Arbeit
Juliane Ebener ist Künstlerin und Filmemacherin gemalter Animationsfilme, welche auf Tuschzeichnungen und eigenen Texten basieren. Über Juliane Ebners Arbeit schreibt die Kunsthistorikerin und Professorin Theresa Georgen: „Die Figuren betreten (…) eine andere Existenzbühne.“ Die Malerin schaffe aus Fotografien und persönlich Erlebtem ein Archiv – ein „vergegenständlichtes Gedächtnis, das die heterogenen, zufälligen Spuren des Vergangenen visualisiert und verdinglicht.“ Im Deutschen Bundestag stellte Juliane Ebner im Jahr 2013 ihre Werke der Sammlung „Parallelverschiebung“ aus. 2015 zeigte sie dort die vom Kunstbeirat des Deutschen Bundestages beauftragten Werke sowie den Kurzfilm Landstrich, der vom Bundestagspräsidenten Norbert Lammert vorgestellt wurde. Die Deutsche Film- und Medienbewertung gab dieser biografisch gefärbten Geschichte über deutsche Geschichte zwischen Weimarer Republik und Mauerfall das Prädikat besonders wertvoll. Im Kurzfilm Vor aller Augen, der im Auftrag der Cranach-Stiftung Wittenberg entstand, setzt sie sich mit den Novemberpogromen auseinander.

## Preise und Auszeichnungen (Auswahl)
- 2023 Premiere des Films „Branden“ auf dem DOK Leipzig im Internationalen Wettbewerb
- 2022 „Best Short“, ARFF Paris, International Filmfestival, Fr
- 2021 „Best Experimental Animation“, Venice Shorts, LA-Indies, USA
- 2021 „Best Animation“ Roma Short Film Festival, Italy
- 2019: Filmpreis „Best Animation Or Animated Sequence“, Fusion Film Festival, London, UK, 2019 Filmpreis „Award For Best Short Film-Animation“
- 2018: Great Message International Film Festival, Pune, Maharashtra, Indien. „Animation Short Film Award“
- 2018: Delhi Shorts International Filmfestival, Delhi, Indien Filmpreis Filmpreis „Best Script“
- 2018: Ciudad Del Este Independent Film Festival, Paraguay „Animation Short Film Award“
- 2017: Deutscher Kurzfilmpreis in Gold, gemalter Film
- 2017: Filmpreis der Guardini-Stiftung, gemalter Film